# Greatest Remix Hits 3
Greatest Remix Hits 3 è un album di remix della cantante australiana Kylie Minogue, pubblicato nel 1998.

## Tracce
Disco 1
1. Better the Devil You Know (Movers and Shakers Mix) – 7:45
2. The Loco-Motion (Chugga-Motion Mix) – 7:41
3. Glad to Be Alive (7" Mix) – 3:41
4. The Loco-Motion (12" Master) – 9:13
5. Hand on Your Heart (The Heartache Mix) – 5:22
6. Step Back in Time (Harding/Curnow Remix) – 6:46
7. What Do I Have to Do? (Extended LP Mix) – 8:08
8. Word Is Out (Dub 1) – 3:54
9. No World Without You (Original 7" Mix) – 2:54
10. Do You Dare? (Italia 12" Mix) – 5:21

Disco 2
1. Especially for You (Original 12" Mix) – 4:59
2. Wouldn't Change a Thing (Yo Yo's 12" Mix) – 6:38
3. Never Too Late (Oz Tour Mix) – 5:05
4. Better the Devil You Know (Dave Ford Remix) – 5:49
5. Step Back in Time (Original 12" Mix) – 8:08
6. One Boy Girl (12" Mix) – 4:56
7. Word Is Out (Summer Breeze 12" Mix) – 7:43
8. Live and Learn (Original 12" Mix) – 5:56
9. Right Here, Right Now (Tony King 12" Mix) – 7:56
10. Finer Feelings (Brothers in Rhythm Dub) – 4:10
11. Celebration (Original 7" Mix) – 4:32